# فینال جام حذفی فوتبال انگلستان ۱۹۰۸
فینال جام حذفی فوتبال انگلستان ۱۹۰۸، رقابت پایانی جام حذفی فوتبال انگلستان در سال ۱۹۰۸ میلادی است که مابین دو تیم باشگاه فوتبال ولورهمپتون و باشگاه فوتبال نیوکاسل یونایتد در کریستال پالاس لندن برگزار شده‌است.
این مسابقه که در تاریخ ۲۵ آوریل ۱۹۰۸ انجام شده‌است با نتیجه ۳ بر ۱ به سود تیم باشگاه فوتبال ولورهمپتون به پایان رسید.